# Joe Hahn
Joseph "Joe" Hahn (Dallas, Teksas, 15. ožujka 1977.) američki je glazbenik, producent i redatelj.

## Karijera
Mr. Hahn, punim imenom Joseph Hahn je DJ grupe Linkin Park. Na sveučilištu Pasadena's Art Colledge of Design upoznaje Mike Shinodu gdje ga Mike poziva da se priključi grupi. Joe je bez sumnje najtalentiraniji član Linkin Parka. Osim animiranih dugonogih slonova u spotu "Somewhere I Belong", Joe također osmišljava svaki njihov video. Svojom maštom uspijeva svaki video ostaviti lako pamtljivima i zanimljivima. Osim toga, Joe također osmišljava cover-e albuma (s Mikeom je izradio cover za album Hybrid Theory, ali i izgled pozornice. Kada ne radi s Linkin Parkom, Joe je i dalje zaposlen. Tako je osmislio i video za Static-X (pjesma "Cold"), Story of the Year ("Anthem of our Dying Day") i  Alkaline Trio ("Time to Waste").
Na albumima Hybrid Theory i "Meteora" u dvije instrumental pjesme pokazuje svoje DJ vještine (pjesme: "Cure For The Itch" i "Session"), te na albumu "Reanimation" u remiksevima pjesama "Wth>You" i "Kyur4 Th Ich". Kao DJ i producent sudjelovao je i u pjesmama "Slip Out the Back" i "Move On" koje se nalaze na albumu "The Rising Tied" Shinodinog drugog sastava Fort Minor. Na albumu "Minutes To Midnight" zbog koncepcije albuma nije imao značajnog posla kao DJ osim u pjesmama ("What I've Done" i "In Peaces"), ali je zato sjajno odradio zadaće redatelja spotova.

## Privatni život
Oženjen je za suprugu Karen. Također je otvorio i malu trgovinu s odjećom u Los Angelesu nazvanu "Suru". Bio je jedan od glavnih pokretača ideje da se singl "What I've Done" smjesti među soundtracke filma "Transformers".
Hahn je bio redatelj kratkog filma nazvanog "The Seed" u Los Angeles-u, film je objavljen u ožujku 2008. i premijerno prikazan na "Pusan International Film Festival-u"

## Vanjske poveznice
- Službena stranica Joea Hahna - linkinpark.com  Arhivirana inačica izvorne stranice od 18. svibnja 2008. (Wayback Machine)